# Alice Marbleová
Alice Marbleová (28. září 1913, Beckwourth, Kalifornie – 13. prosince 1990, Palm Springs, Kalifornie) byla americká tenistka, ženská světová jednička a vítězka osmnácti Grand Slamů, z toho pěti ve dvouhře, šesti v ženské a sedmi ve smíšené čtyřhře, které získala v období 1936–1940. Prvního grandslamu Australian Championships se nikdy nezúčastnila a druhý French Championships pak hrála jen jednou v roce 1934, kdy ve 2. kole zkolabovala.
V letech 1939 a 1940 byla vyhlášena nejlepší sportovkyní Spojených států. V roce 1964 byla uvedena do Mezinárodní tenisové síně slávy.

## Osobní život

### Mládí
Narodila se v malém kalifornském městě Beckwourth. Rodina se v jejích pěti letech přestěhovala do San Francisca. V mládí vynikala ve více sportech například v baseballu, ale bratr jí přesvědčil, že by se měla zaměřit na sport, jenž je více vhodný pro ženy. Rozhodla se proto pro tenis, ve kterém se zlepšovala na dvorcích Parku Golden Gate. Psychickou újmu utrpěla v patnácti letech, kdy byla znásilněna neznámým mužem. Následně však dokázala vyhrát několik juniorských turnajů na kalifornském okruhu.

### Tenisová kariéra
Na French Championships v roce 1934 ji během zápasu 2. kola postihl kolaps. Následná diagnóza zněla zánět pohrudnice a tuberkulóza. Léčba a rekonvalescence trvaly dva roky a na grandslamový turnaj se vrátila až na US Championships roku 1936. Návrat byl úspěšný tak, že zde získala svůj první Grand slam ve dvouhře. Celkově na posledním grandslamu sezóny triumfovala čtyřikrát ve dvouhře, čtyřikrát v ženské čtyřhře se spoluhráčkou Sarah Palfreyovou Cookeovou v letech 1937, 1938, 1939 a 1940 a čtyřikrát ve smíšené čtyřhře s různými partnery: v roce 1936 s Genem Makem, 1938 s Donem Budgem, 1939 (s Harrym Hopmanem) a 1940 s Bobby Riggsem.
Ve Wimbledonu získala jeden titul ve dvouhře 1939, dva v ženské čtyřhře spolu s Cookeovou 1938 a 1939 a tři ve smíšené čtyřhře spolu s Budgem v letech 1937 a 1938 a s Riggsem v roce 1939. Ve Wightman Cupu, kdy nastupovala za družstvo USA v letech 1933 a 1937–1940, ztratila pouze jedno utkání ve dvouhře a jedno ve čtyřhře.
Podle Wallise Myerse a Johna Olliffa z Daily Telegraphu a Daily Mailu, byla klasifikována v první desítce ženského žebříčku v období 1936–1939, v roce 1939 pak na 1. místě (během druhé světové války nebyla klasifikace vytvářena).
Značný vliv na její tenisový růst měla trenérka a mentorka Eleanor "Teach" Tennantová.

## Po ukončení kariéry
Krátce poté, co završila tenisovou kariéru, se stala redakční poradkyní DC Comics, kde spolupracovala na vydávání Wonder Woman. Během druhé světové války byla provdána za pilota Joea Crowleye, který byl zabit při náletu nad Německem. Jen několik dní předtím potratila očekávané dítě jako následek autonehody. Po pokusu o sebevraždu, se psychicky zotavila a od roku 1945 pracovala pro americkou výzvědnou službu. Jejím úkolem bylo navázat styk s bývalým milencem, švýcarským bankéřem a získat od něj informace o nacistických kontech. Operace skončila nezdarem, když jí nacistický agent postřelil do zad. Byla odvolána a nastoupila rekonvalescenci. Celý příběh byl zveřejněn až po její smrti v druhé autobiografii Courting Danger (ISBN 0-312-92813-0).
Zemřela 13. prosince 1990 v nemocnici v Palm Springs na komplikace způsobené perniciózní anemií.
Na její počest byl v San Franciscu pojmenován tenisový areál Alice Marble Tennis Courts.

## Finálová utkání na Grand Slamu – dvouhra

### Vítězství (5)
| Rok  | Turnaj               | Finalistka                 | Výsledek       |
| 1936 | US Championships     | Helen Hull Jacobs          | 4–6, 6–3, 6–2  |
| 1938 | US Championships (2) | Nancye Wynneová Boltonová  | 6–0, 6–3       |
| 1939 | Wimbledon            | Kay Stammersová Bullittová | 6–2, 6–0       |
| 1939 | US Championships (3) | Helen Hullová Jacobsová    | 6–0, 8-10, 6–4 |
| 1940 | US Championships (4) | Helen Hullová Jacobsová    | 6–2, 6–3       |

## Chronologie výsledků na Grand Slamu – dvouhra
| Turnaj    | 1931  | 1932  | 1933  | 1934  | 1935  | 1936  | 1937  | 1938  | 1939  | 1940  | Celkově SR |
| --------- | ----- | ----- | ----- | ----- | ----- | ----- | ----- | ----- | ----- | ----- | ---------- |
| Austrálie | A     | A     | A     | A     | A     | A     | A     | A     | A     | A     | 0 / 0      |
| Francie   | A     | A     | A     | 2k    | A     | A     | A     | A     | A     | NH    | 0 / 1      |
| Wimbledon | A     | A     | A     | A     | A     | A     | SF    | SF    | W     | NH    | 1 / 3      |
| US Open   | 1k    | 3k    | QF    | A     | A     | W     | QF    | W     | W     | W     | 4 / 8      |
| SR        | 0 / 1 | 0 / 1 | 0 / 1 | 0 / 1 | 0 / 0 | 1 / 1 | 0 / 2 | 1 / 2 | 2 / 2 | 1 / 1 | 5 / 12     |

| Legenda | Legenda                                   | Legenda | Legenda                     |
| ------- | ----------------------------------------- | ------- | --------------------------- |
| SR      | poměr vyhraných turnajů ku všem odehraným | W–L V–P | výhry–prohry                |
| NH      | daný rok se turnaj nekonal                | A       | turnaje se hráč nezúčastnil |
| 1Q / LQ | prohra v (kole) kvalifikace               | 1k / 1R | prohra v daném kole turnaje |
| QF / ČF | prohra ve čtvrtfinále                     | SF      | prohra v semifinále         |
| F       | prohra ve finále                          | Vítěz   | vítězství v turnaji         |